# Асаревичи
Асаревичи (бел. Асарэ́вічы) — деревня в Брагинском районе Гомельской области Беларуси. В составе Новоиолченского сельсовета.

## География

### Расположение
В 38 км на юго-восток от Брагина, 14 км от железнодорожной станции Иолча (на линии Овруч — Полтава), 168 км от Гомеля, 1,5 км от государственной границы с Украиной.
Застройка деревянными домами усадебного типа. Сохранился старый парк.

### Гидрография
На северо-востоке озеро Круговать, на востоке пойма реки Днепр. Между населёнными пунктами Асаревичи и Старые Храковичи расположено озеро Заколодницкое.

## Транспортная система
Транспортные связи по просёлочной, потом автодороге Комарин — Брагин.
Планировка состоит из трёх почти прямолинейных, параллельных между собой улиц меридиональной ориентации, соединённых переулками, к которым на севере присоединяются 2 изогнутые, параллельные между собой и соединённые двумя переулками улицы, ориентированные с юго-запада на северо-восток.

## История
Выявленные археологами городище и бескурганный могильник VI века до н. э. — II века н. э. (в 2 км от деревни, на правом берегу реки Лебедевка. в урочище Подъемец) свидетельствуют про заселение этих мест с древних времён. Это подтверждается найденным кладом состоящим из 119 серебряных монет 1597—1601 годов.
Согласно записи учёта призывников по Полесской (ныне Гомельской) области, до середины 1940-х годов д. Асаревичи была селом.
Асаревичская средняя школа ранее была церковью, к которой пристроили крыло и второй этаж (со слов местных жителей).
Колокол, снятый с церкви, при перевозке утонул в реке Днепр не далеко от самой деревни.
Из рассказов старожилов, название деревни пошло от пана Асара,  приезжавшего сюда из Киева. О чём свидетельствует до сих пор сохранившийся панский парк и руины его дома с постройками (расположенные в самом парке). В парке сохранилась алея с вековыми кленами а так же отдельно растущая лиственница. Так же пан заложил сад в котором произрастали разные сорта яблонь и груш. Паном была построена церковь (которую впоследствии перестроили в школу) и заложен фундамент под больницу.
Первым священником в Асаревичской церкви был Гришанович Василий Иванович 24.02.1888 г. - 24.05 (06.06) 1940 г.
Согласно письменным источникам известна с XVIII века. В 1811 году упомянута как деревня в Речицком уезде Минской губернии. В 1834 году конная мельница. В 1897 году — школа грамоты, хлебозапасный магазин, 2 трактира, 2 лавки. Рядом был одноимённый фольварк.
С 8 декабря 1926 года центр Асаревичского сельсовета Комаринского, с 25 декабря 1962 года Брагинского районов Речицкого и с 9 июня 1927 года Гомельского (с 26 июля 1930 года) округов, с 20 февраля 1938 года Полесской, с 8 января 1954 года Гомельской областей. В 1929 году действовали школа, отделение потребительской кооперации. В 1930 году организован колхоз, работали паровая мельница, ветряная мельница, кузница.
Во время Великой Отечественной войны в сентябре-октябре 1943 года в боях за освобождение деревни и соседних населённых пунктов погибли 54 солдата 9-го гвардейского стрелкового корпуса и 2 партизана (Е. Белевич и М. Симоненко, похоронены в братской могиле, в сквере). Среди похороненных — Герои Советского Союза Е. И. Данильянц, А. О. Давлетов, В. М. Кострикин, М. М. Власов, М. М. Еремкин, которые отличились в боях за освобождение Брагинского района.
В деревне до 2010 г проживал художник Шевченко Василий Минович. Во время войны был военнопленным в Норвегии в месте с местным жителем который его спас от смерти Акуленко Яков Маркович 25.12.1903 гр. 
В 1959 году центр колхоза имени М.В. Фрунзе. Располагались средняя школа, Дом культуры, библиотека, фельдшерско-акушерский пункт, отделение связи, магазин.
До 31 октября 2006 года центр Асаревичского сельсовета.

## Население

### Численность
- 1834 год — 48 дворов
- 1897 год — 88 дворов, 657 жителей[3] (согласно переписи)
- 1929 год — 1093 жителя
- 1959 год — 886 жителей (согласно переписи)
- 2004 год — 186 дворов, 394 жителя

| График не отображается по техническим причинам. Чтобы исправить это, воспроизведите график в новом формате, если это возможно. |

## Достопримечательность
- Городище периода раннего железного века VII-IV вв. до н.э., расположено 3 км от деревни Асаревичи, урочище Городок
- Бескурганный могильник периода раннего железного века (VI-II вв. до н.э.), расположен возле Городища на склоне возвышенности
- Братская могила (1943).
- Парк, который некогда окружал усадьбу Рындиных.